# Adolfo Mazzone
Adolfo Mazzone  (6 de junio de 1914, Buenos Aires, Argentina - 19 de febrero de 2001 ), fue un dibujante y humorista gráfico reconocido en el género de la historieta en la Argentina, creador de populares personajes como Piantadino y Afanancio.

## Carrera profesional
Nació en el barrio porteño de Balvanera, gustaba del dibujo y trabajaba como mecánico de los talleres Chrysler.   Copiando obras del dibujante Jay Irving (1900-1970) encontró que ese pulso 'tembleque' -como él lo llamaba- afectado por aquellos golpes de martillo sobre la chapa que daba en su trabajo, podía originar un estilo de dibujo que capaz de imprimir una imagen de extraordinaria movilidad física de sus criaturas. Comenzó su carrera profesional en 1938 en la revista Patoruzú con la creación de Capicúa, en el año 1938, dando vida a uno de sus más famosos personajes, el afortunado Capicúa, el personaje de Mi sobrino Capicúa, ávido devorador de queso al que la casualidad beneficiaba en todas las ocasiones. En noviembre de 1941 apareció publicada la tira de Piantadino, su personaje más popular, el preso habilidísimo para el escape aunque débil frente a una empanada que apareció en el diario El Mundo y que luego dibujó en la famosa revista Rico Tipo. Personajes secundarios de esta última tira fueron Batilio, Fiaquini –refractario a cualquier esfuerzo, siempre dibujado con el pucho doblado en los labios– y Afanancio –cuya debilidad era la compulsión a apoderarse de todo objeto robable– que en razón de su gran popularidad terminara por tener su propia revista.
Algunas de sus otras creaciones fueron Linyerio, un vagabundo aristocrático; Tolondrati, caracterizado por su lentitud, el detective Chapalupa; Don Tacañino, conocido por su avaricia; Señor Bang, amante de poner bombas, Tridente, un demonio sin suerte, Perkins un servil mucamo de librea, Yoloví -un nene que aprovechaba la hipocresía de los adultos para beneficiarse con pequeños chantajes-, Cariseca, el tipo apacible que reaccionaba fieramente si se lo golpeaba en la nuca, entre otros.
En la época en que Mazzone desarrolló su actividad, salvo el caso de Dante Quinterno que para sostener su gran editorial creó equipos de trabajo, en el país el dibujo de historieta era artesanal y muchos creadores realizaban integralmente el dibujo y el guion. A menudo improvisaban y esto implicaba que a veces fueran modificando a lo largo del tiempo las características de sus personajes. Así el personaje secundario podía transformarse en protagónico por la aceptación de los lectores y la tira unitaria pasar a episodios más extensos. Por ejemplo, la tira del Patoruzú semanal, se convirtió 20 años después en una historia de 17 páginas y en la revista Capicúa y Piantadino cuyo número inicial de octubre de 1959 marca el comienzo de editorial Mazzone, las tiras de ambos personajes pasan a ser historietas más extensas. El personaje de Capicúa evolucionó de un total imbécil a un moderado bobalicón, Capicúa pasa de ser en Patoruzú  "el sobrino de..." a tener revista con su propio nombre. Piantadino era inicialmente un presidiario compartiendo la cárcel con otros reclusos como Afanancio, Batilio y Fiaquini y pasa a la condición de detective teniendo como ayudante a una nueva criatura -Pocoseso- replicando la clásica dupla Holmes-Watson conservando, también fuera del presidio, la presencia de Afanancio y Batilio que además tienen sus tiras separadas y cuando Afanancio, continuando como ladrón pero fuera de la cárcel, tiene revista propia, se le agregan en su historia una tía primero y su sobrino Botafogo después.

## Origen del nombre de sus personajes
Las criaturas de Mazzone tenían caracteres simples, casi unilaterales, con nombres basados en sus personalidades. que a menudo provenían del lunfardo rioplatense. El nombre Piantadino es un diminutivo de piantado, un italianismo incorporado al lunfardo proveniente del verbo spiantare que en su lengua original significa desarraigar. Al ser tomado por el lunfardo pasa a ser espiantar –con su sustantivo espiante- y acentúa la idea de alejamiento pasando al sentido de huida, escape y también la del robo con arrebato, modalidad delictiva que lleva implícita la necesidad del espiante posterior y, por extensión, toda acción de sacarle algo a alguien -espiantarle la mina (mujer), el bobo (reloj), etc. Como, por otra parte, de la persona que está loca se dice que está “ida”, entonces el loco es piantado y la locura es piante.
El verbo “afanar” es un vulgarismo proveniente del árabe reconocido desde antiguo por el Diccionario de la Real Academia Española con el significado de hurtar, robar, estafar. Afanancio es un pseudoapellido derivado de aquella voz que, popularizado por la historieta creada por Mazzone, se ha incorporado como sustantivo al lunfardo. Resultó así que con estas ocurrencias Mazzone ha contribuido a agrandar el vocabulario lunfardo.
El lunfardismo batir (delatar) que al parecer tendría relación con los argotismos francés e italiano battre y battere que significan anunciar, declarar públicamente, dio origen para identificar a un delator a las palabras batidor, batilana, batistín, batistela, batitú, batilio (en cruce con el nombre Batilio), nombre este último popularizado por el soplón personaje de la tira de Mazzone que es el confidente del director de la cárcel.

## Película
El personaje de Piantadino, inspiró el guion de Carlos A. Petit y Rodolfo Sciamarella que con la dirección de Francisco Mugica se tradujo en la película homónima producida por Emelco-Cinematográfica Interamericana cuyo papel principal estuvo a cargo de Pepe Iglesias “El Zorro”. Se estrenó el 24 de marzo de 1950 y otros de sus protagonistas fueron Carlos Fioriti (Afanancio), Rafael Diserio (Batilio) y Norma Giménez.